# Sjur Røthe
Sjur Røthe (* 2. Juli 1988 in Voss) ist ein ehemaliger norwegischer Skilangläufer. Der sechs Medaillen bei Nordischen Skiweltmeisterschaften gewinnen konnte. Darunter drei Mal Gold. Diese gewann er 2013 mit der Staffel und 2019 im Skiathlon sowie mit der Staffel.

## Werdegang
Sjur Røthe, der für den Voss IL startet, lief ab der Saison 2006/07 das erste Mal bei FIS-Rennen und gewann bei der Junioren-WM 2007 die Silbermedaille in der 20 km Verfolgung. Sein Weltcupdebüt gab er im März 2009 in Trondheim, wo er das Rennen allerdings nicht beendete. Seine ersten Weltcuppunkte gewann er im November 2009 in Beitostølen. Noch in der gleichen Saison holte er bei seinem erst vierten Weltcupstart seinen ersten Weltcupsieg mit der Staffel über 4 × 10 km in Lahti. In der nächsten Saison lief er im November in Gällivare im Einzel das erste Mal in die Top Ten. Bei seiner ersten Skiweltmeisterschaft, den Nordischen Ski-WM 2011 in Oslo erreichte er im 50 km Freistil den vierten Rang. Sein bisher bestes Einzelresultat und gleichzeitig auch seine erste Podiumsplatzierung im Weltcup war ein zweiter Platz über 15 km klassisch in Canmore im Dezember 2012. Die Saison 2012/13 schloss er mit dem 13. Weltcupgesamtrang ab. Bei den Nordischen Skiweltmeisterschaften 2013 im Val di Fiemme gewann Røthe mit der norwegischen Staffel den Weltmeistertitel und im Skiathlon die Bronzemedaille.
Nach schwachem Beginn in die Saison 2013/14 beim Nordic Opening erreichte Røthe in Lillehammer den zweiten Platz mit der Staffel. Die Tour de Ski 2013/14 beendete er nach einer starken Abschlussetappe auf den vierten Platz. Im Januar 2014 wurde er bei der norwegischen Meisterschaft zweiter im Skiathlon. Bei seiner ersten Olympiateilnahme in Sotschi kam er auf den 19. Platz im Skiathlon. Die Saison beendete er auf dem siebten Platz in der Weltcupgesamtwertung und den siebten Platz in der Distanzwertung. Zu Beginn der Saison 2014/15 belegte er den dritten Platz bei der Nordic Opening und den dritten Platz in Davos über 15 km klassisch. Bei den Nordischen Skiweltmeisterschaften 2015 in Falun wurde er Neunter über 15 km Freistil. Beim letzten Weltcuprennen der Saison 2014/15 siegte er in Oslo im 50-km-Massenstartrennen und erreichte den 13. Platz im Gesamtweltcup und den elften Rang im Distanzweltcup. Nach Platz zehn bei der Nordic Opening in Ruka zu Beginn der Saison 2015/16 wurde er in Lillehammer Dritter mit der Staffel und in Toblach Dritter über 15 km klassisch. Die Tour de Ski 2016 beendete er auf dem sechsten Platz. Beim folgenden Weltcup in Nové Město siegte er zusammen mit der Staffel und errang bei den norwegischen Meisterschaften in Tromsø und in Beitostølen jeweils den zweiten Rang im Skiathlon und über 50 km Freistil. Zum Saisonende kam er auf den 14. Platz im Gesamtweltcup und den zwölften Rang im Distanzweltcup. Im April 2016 siegte er beim Haukelirennet über 32 km. In der Saison 2016/17 belegte er den 13. Platz bei der Weltcup-Minitour in Lillehammer und den zwölften Rang bei der Tour de Ski 2016/17. Beim Saisonhöhepunkt den Nordischen Skiweltmeisterschaften 2017 in Lahti wurde er Sechster im 50-km-Massenstartrennen und Vierter im Skiathlon. Zum Saisonende errang er beim Weltcup-Finale in Québec den siebten Platz und erreichte den neunten Platz im Gesamtweltcup und den sechsten Rang im Distanzweltcup. Im März 2017 gewann er wie im Vorjahr das Haukelirennet über 32 km Freistil.
Zu Beginn der Saison 2018/19 siegte Røthe beim Lillehammer Triple über 15 km Freistil und errang damit den zweiten Platz in der Tourwertung. Beim folgenden Weltcup in Beitostølen triumphierte über 30 km Freistil und mit der Staffel. Bei der Tour de Ski 2018/19 gewann er die Abschlussetappe in Fleimstal und errang damit den vierten Platz in der Tourwertung. Anfang Februar 2019 wurde er bei den norwegischen Meisterschaften in Meråker Zweiter im Skiathlon. Beim Saisonhöhepunkt, den Nordischen Skiweltmeisterschaften 2019 in Seefeld in Tirol, setzte er sich über 30 Kilometer in 1:10:21,8 Stunden mit einer Zehntelsekunde Vorsprung gegen den Russen Alexander Bolschunow durch. Zudem holte er die Bronzemedaille im 50-km-Massenstartrennen und die Goldmedaille mit der Staffel. Zum Saisonende wurde er Zehnter beim Weltcupfinale in Québec und erreichte abschließend den dritten Platz im Gesamtweltcup und den zweiten Rang im Distanzweltcup. Nach Platz acht beim Ruka Triple und Rang drei mit der Staffel in Lillehammer zu Beginn der Saison 2019/20, wurde er Vierter bei der Tour de Ski 2019/20. Dabei errang er bei der Abschlussetappe über 10 km den zweiten Platz. Es folgte jeweils Platz drei über 15 km Freistil in Nové Město und im Skiathlon in Oberstdorf und Rang zwei im 15-km-Massenstartrennen in Falun. Die Skitour 2020 beendete er mit einem Sieg in Östersund, auf dem neunten Platz. Zum Saisonende siegte er mit der Staffel in Lahti und erreichte den fünften Platz im Gesamtweltcup und den zweiten Platz im Distanzweltcup.
In der Saison 2020/21 errang Røthe den 16. Platz beim Ruka Triple und erreichte mit zwei dritten dritten Plätzen und einen zweiten Platz, den 21. Rang im Gesamtweltcup und den 12. Platz im Distanzweltcup. Zudem siegte er im Januar 2021 in Lahti mit der Staffel und wurde in Trondheim norwegischer Meister über 15 km Freistil. Bei den Nordischen Skiweltmeisterschaften 2021 in Oberstdorf wurde er jeweils Sechster über 15 km Freistil und im Skiathlon. Nach Platz neun in Lillehammer und Rang sechs in Davos je über 15 km Freistil zu Beginn der Saison 2021/22, wurde er bei der Tour de Ski 2021/22 mit je einen ersten und dritten Platz, Elfter. Beim Saisonhöhepunkt, den Olympischen Winterspielen 2022 in Peking, errang er den fünften Platz im 50-km-Massenstartrennen. Zum Saisonende kam er in Oslo auf den zweiten Platz im 50-km-Massenstartrennen und erreichte den 13. Platz im Gesamtweltcup und den sechsten Rang im Distanzweltcup. In der Saison 2022/23 erzielte Røthe zwei zweite Plätze und einen dritten Platz im Einzel sowie mit der Staffel. Er beendete die Saison auf Rang 9 im Distanz- und Rang 19 im Gesamtweltcup. Dazu gewann er bei den Nordischen Skiweltmeisterschaften 2023 in Planica die Bronzemedaille im Skiathlon. In der Saison 2023/24 konnte er nicht an seine vorherigen Leistungen anknüpfen und erreichte nur Rang 100 im Gesamtweltcup.
Am 5. Juni 2024 gab er sein Karriereende bekannt.
Sjur Røthe litt jahrelang unter teilweise starken Rücken- und Hüftschmerzen, welche ihn sowohl beim Training als auch in Wettkämpfen beeinträchtigten. Schlussendlich wurde 2017 die rheumatische Erkrankung Spondylitis ankylosans diagnostiziert. Røthe machte die Diagnose im Zuge des Weltcups in Davos im Dezember 2017 öffentlich. Seit der Diagnose hat sich sein Krankheitszustand durch die Einnahme eines Rheumamedikamentes verbessert.

## Erfolge

### Medaillen bei Weltmeisterschaften
- 2013 im Val di Fiemme: Gold mit der Staffel, Bronze im Skiathlon
- 2019 in Seefeld: Gold im Skiathlon, Gold mit der Staffel, Bronze über 50 km Freistil

### Siege bei Weltcuprennen

#### Weltcupsiege im Einzel
| Nr. | Datum            | Ort         | Disziplin                      |
| --- | ---------------- | ----------- | ------------------------------ |
| 1.  | 14. März 2015    | Oslo        | 50 km Freistil Massenstart     |
| 2.  | 8. Dezember 2018 | Beitostølen | 30 km Freistil Individualstart |

#### Etappensiege bei Weltcuprennen
| Nr. | Datum            | Ort           | Disziplin                      | Rennen              |
| --- | ---------------- | ------------- | ------------------------------ | ------------------- |
| 1.  | 1. Dezember 2018 | Lillehammer   | 15 km Freistil                 | Nordic Opening 2018 |
| 2.  | 6. Januar 2019   | Val di Fiemme | 9 km Bergverfolgung Freistil 1 | Tour de Ski 2018/19 |
| 3.  | 15. Februar 2020 | Östersund     | 15 km Freistil Individualstart | Ski Tour 2020       |
| 4.  | 4. Januar 2022   | Val di Fiemme | 10 km Freistil Massenstart     | Tour de Ski 2021/22 |

#### Weltcupsiege im Team
| Nr. | Datum             | Ort         | Disziplin            |
| --- | ----------------- | ----------- | -------------------- |
| 1.  | 7. März 2010      | Lahti       | 4 × 10 km Staffel 2  |
| 2.  | 25. November 2012 | Gällivare   | 4 × 7,5 km Staffel 3 |
| 3.  | 20. Januar 2013   | La Clusaz   | 4 × 7,5 km Staffel 4 |
| 4.  | 24. Januar 2016   | Nové Město  | 4 × 7,5 km Staffel 5 |
| 5.  | 9. Dezember 2018  | Beitostølen | 4 × 7,5 km Staffel 6 |
| 6.  | 1. März 2020      | Lahti       | 4 × 7,5 km Staffel 7 |
| 7.  | 24. Januar 2021   | Lahti       | 4 × 7,5 km Staffel 8 |

### Medaillen bei nationalen Meisterschaften
- 2010: Bronze über 15 km
- 2012: Bronze im Skiathlon
- 2013: Bronze über 15 km
- 2014: Silber im Skiathlon
- 2015: Bronze über 15 km
- 2016: Silber im Skiathlon, Silber über 50 km
- 2018: Gold über 10 km, Gold über 50 km
- 2019: Silber im Skiathlon, Bronze im Teamsprint
- 2021: Gold über 15 km, Bronze im Skiathlon

## Teilnahmen an Weltmeisterschaften und Olympischen Winterspielen

### Olympische Spiele
- 2014 Sotschi: 19. Platz 30 km Skiathlon
- 2022 Peking: 5. Platz 50 km Freistil Massenstart

### Nordische Skiweltmeisterschaften
- 2011 Oslo: 4. Platz 50 km Freistil Massenstart, 14. Platz 30 km Skiathlon, 21. Platz 15 km klassisch
- 2013 Val di Fiemme: 1. Platz Staffel, 3. Platz 30 km Skiathlon, 5. Platz 15 km Freistil, 17. Platz 50 km klassisch Massenstart
- 2015 Falun: 9. Platz 15 km Freistil
- 2017 Lahti: 4. Platz 30 km Skiathlon, 6. Platz 50 km Freistil Massenstart
- 2019 Seefeld: 1. Platz 30 km Skiathlon, 1. Platz Staffel, 3. Platz 50 km Freistil Massenstart, 7. Platz 15 km klassisch
- 2021 Oberstdorf: 6. Platz 30 km Skiathlon, 6. Platz 15 km Freistil
- 2023 Planica: 3. Platz 30 km Skiathlon, 6. Platz 15 km Freistil

## Statistik

### Weltcup-Platzierungen
Die Tabelle zeigt die erreichten Platzierungen im Einzelnen.
- 1.–3. Platz: Anzahl der Podiumsplatzierungen
- Top 10: Anzahl der Platzierungen unter den ersten zehn
- Punkteränge: Anzahl der Platzierungen innerhalb der Punkteränge
- Starts: Anzahl gelaufener Rennen in der jeweiligen Disziplin
- Hinweis: Bei den Distanzrennen erfolgt die Einordnung gemäß FIS.

| Platzierung               | Distanzrennen a | Distanzrennen a | Distanzrennen a | Distanzrennen a | Distanzrennen a | Skiathlon Verfolgung | Sprint | Etappen- rennen b | Gesamt | Team   | Team    |
| Platzierung               | ≤ 5 km          | ≤ 10 km         | ≤ 15 km         | ≤ 30 km         | > 30 km         | Skiathlon Verfolgung | Sprint | Etappen- rennen b | Gesamt | Sprint | Staffel |
| ------------------------- | --------------- | --------------- | --------------- | --------------- | --------------- | -------------------- | ------ | ----------------- | ------ | ------ | ------- |
| 1. Platz                  |                 | 1               | 2               | 1               | 1               | 1                    |        |                   | 6      |        | 7       |
| 2. Platz                  |                 | 2               | 2               | 1               | 1               | 3                    |        | 1                 | 10     |        | 2       |
| 3. Platz                  |                 | 1               | 5               | 1               |                 | 5                    |        | 1                 | 13     |        | 5       |
| Top 10                    | 1               | 10              | 31              | 7               | 9               | 26                   |        | 14                | 98     |        | 16      |
| Punkteränge               | 3               | 18              | 55              | 10              | 12              | 43                   | 10     | 23                | 174    |        | 18      |
| Starts                    | 6               | 19              | 66              | 10              | 14              | 50                   | 35     | 23                | 223    |        | 18      |
| Stand: Saisonende 2023/24 |                 |                 |                 |                 |                 |                      |        |                   |        |        |         |

### Weltcup-Wertungen
| Saison  | Gesamt | Gesamt | Distanz | Distanz | Sprint | Sprint |
| Saison  | Punkte | Platz  | Punkte  | Platz   | Punkte | Platz  |
| ------- | ------ | ------ | ------- | ------- | ------ | ------ |
| 2009/10 | 27     | 124.   | 27      | 79.     | –      | –      |
| 2010/11 | 71     | 73.    | 71      | 41.     | –      | –      |
| 2011/12 | 319    | 30.    | 210     | 25.     | 13     | 78.    |
| 2012/13 | 480    | 13.    | 390     | 8.      | 22     | 67.    |
| 2013/14 | 563    | 7.     | 267     | 7.      | –      | –      |
| 2014/15 | 400    | 13.    | 271     | 11.     | 9      | 76.    |
| 2015/16 | 650    | 14.    | 436     | 12.     | 2      | 97.    |
| 2016/17 | 673    | 9.     | 465     | 6.      | –      | –      |
| 2017/18 | 251    | 28.    | 187     | 21.     | –      | –      |
| 2018/19 | 974    | 3.     | 558     | 2.      | 4      | 89.    |
| 2019/20 | 1257   | 5.     | 864     | 2.      | 42     | 43.    |
| 2020/21 | 317    | 21.    | 287     | 12.     | –      | –      |
| 2021/22 | 412    | 13.    | 316     | 6.      | –      | –      |
| 2022/23 | 829    | 19.    | 613     | 9.      | –      | –      |
| 2023/24 | 112    | 100.   | 112     | 62.     | –      | –      |